# Огульцовский сельский совет (Харьковская область)
Огульцо́вский се́льский сове́т — входит в состав Валковского района Харьковской области Украины.
Административный центр сельского совета находится в селе Огульцы.

## История
- 1919 — дата образования.
- 1938—1963 глава сельского совета Василий Мефодиевич Антоненко[2].

## Населённые пункты совета
- село Огульцы